# 菲律宾戒严时期

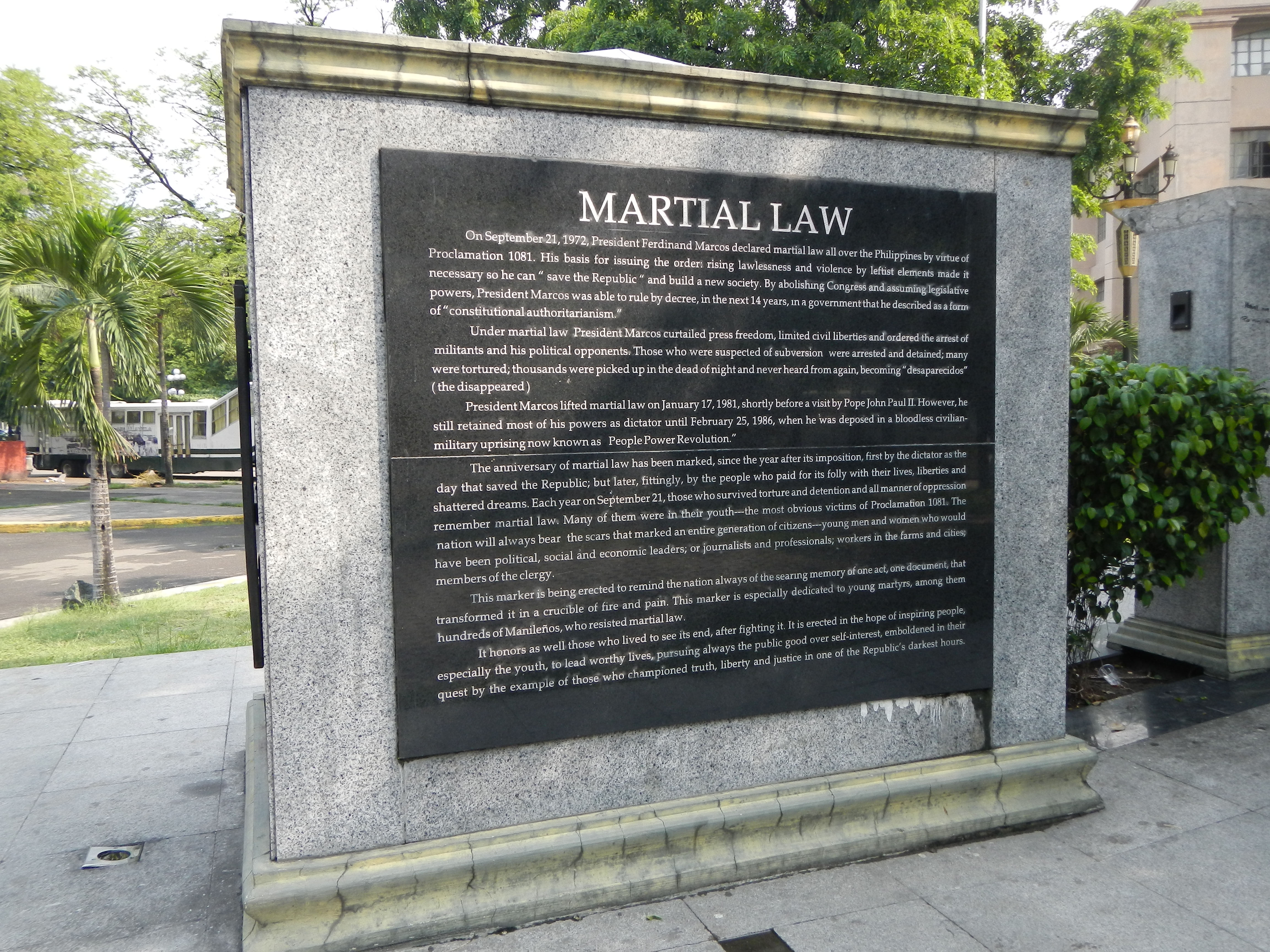
梅汉花园的戒严纪念碑

菲律宾戒严运用于菲律宾历史上的几个时期，那时菲律宾国家元首（如总统）将一个地区置于菲律宾武装部队或其前身机构的控制之下。戒严是在发生接近暴力的内乱或重大自然灾害时宣布的，但大多数国家采用不同的法律框架，如“紧急状态”。
通常情况下，戒严的实施伴随宵禁，欧陆法系、公民权利、人身保护令的悬置，以及将军事法律或军事司法适用或延伸至平民。无视戒严的平民可能会被军事法庭的审判。
著名的戒严时期包括1972年至1981年独裁总统费迪南德·马科斯执政时颁布的戒严令。